# Jia Xiuquan
Jia Xiuquan (født 9. november 1963) er en tidligere kinesisk fodboldspiller.

## Kinas fodboldlandshold
| Kinas landshold | Kinas landshold | Kinas landshold |
| År              | Kmp             | Mål             |
| --------------- | --------------- | --------------- |
| 1983            | 1               | 0               |
| 1984            | 14              | 4               |
| 1985            | 8               | 1               |
| 1986            | 11              | 0               |
| 1987            | 1               | 1               |
| 1988            | 1               | 0               |
| 1989            | 11              | 1               |
| 1990            | 0               | 0               |
| 1991            | 0               | 0               |
| 1992            | 3               | 0               |
| Total           | 50              | 7               |